# North Marysville
North Marysville az Amerikai Egyesült Államok északnyugati részén, Washington állam Snohomish megyéjében elhelyezkedő település. A település területének egy részét 2009-ben Marysville-hez csatolták, ezáltal népessége húszezer fővel csökkent.
North Marysville önkormányzattal nem rendelkező, úgynevezett statisztikai település; a Népszámlálási Hivatal nyilvántartásában szerepel, de közigazgatási feladatait Snohomish megye látja el. A 2010. évi népszámlálási adatok alapján 108 lakosa van.

## Népesség
A település népességének változása:
| Lakosok száma | 15 159 | 18 711 | 21 161 | 108  |
|               | 1980   | 1990   | 2000   | 2010 |

## Fordítás
- Ez a szócikk részben vagy egészben  a   North Marysville, Washington című angol Wikipédia-szócikk ezen változatának fordításán alapul.  Az eredeti cikk szerkesztőit annak laptörténete sorolja fel. Ez a jelzés csupán a megfogalmazás eredetét és a szerzői jogokat jelzi, nem szolgál a cikkben szereplő információk forrásmegjelöléseként.